# Ctenopteris excaudata
Ctenopteris excaudata là một loài thực vật có mạch trong họ Polypodiaceae. Loài này được (Bonap.) Tardieu miêu tả khoa học đầu tiên năm 1959.